# 丰林镇
丰林镇，是中华人民共和国江西省九江市德安县下辖的一个乡镇级行政单位。

## 行政区划
丰林镇下辖以下地区：
畈上王村、丰林村、桥头村、大畈村、依塘村、黄桶村、乌石村和紫荆村。